# L-765,314
L-765,314 je lek koji deluje kao potentan i selektivan antagonist za alfa-1 adrenergički receptor . On se uglavnom koristi za istraživanje uloge α1B receptora u regulaciji krvnog pritiska, mada se smatra da  receptor isto tako ima važnu ulogu u mozgu.